# 다카기 마사쓰구

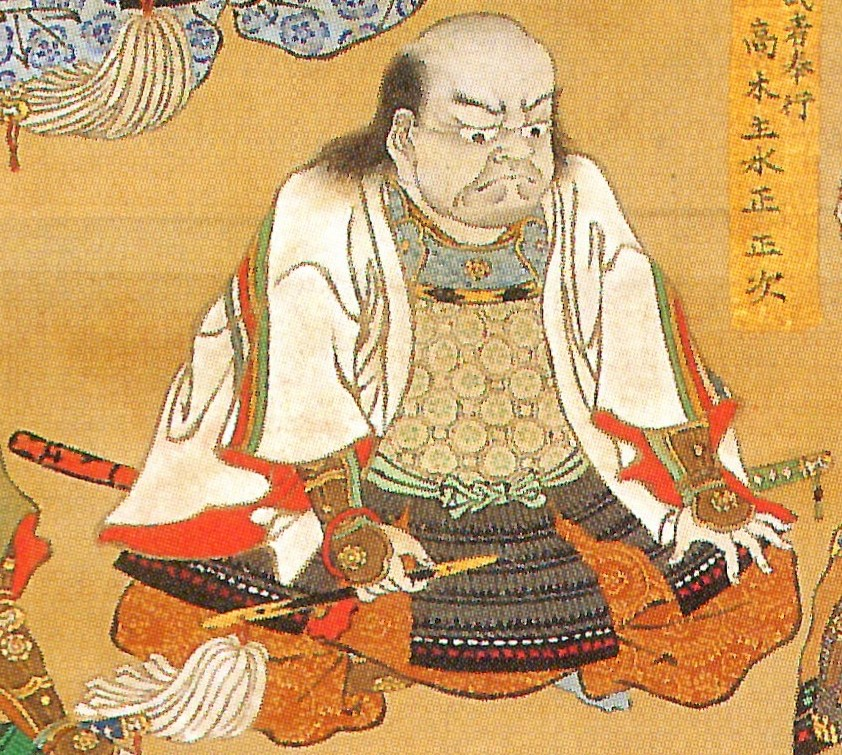
다카기 마사쓰구

다카기 마사쓰구(일본어: 高木正次, 1563년 ~ 1631년 1월 2일)는 센고쿠 시대부터 에도 시대 초기까지의 무장, 다이묘이다. 가와치 단난 번(河内丹南藩) 초대 번주를 지냈다.
마사쓰구는 도쿠가와 십육신장 중 한사람인 다카기 기요히데의 삼남으로 태어났다.
|  | 제1대 단난 번 번주 (다카기가) 1623년 ~ 1631년 | 후임 다카기 마사나리 |